# Timema boharti
Timema boharti är en insektsart som beskrevs av Tinkham 1942. Timema boharti ingår i släktet Timema och familjen Timematidae. Inga underarter finns listade i Catalogue of Life.